# Boundin'
Boundin' (no Brasil, Pular; em Portugal, Saltitão) é um curta-metragem de animação da Pixar Animation Studios que foi Exibido nos cinemas antes do filme "Os Incriveis. esse curta indicado ao Oscar de melhor curta animado de 2003; escrito, dirigido, produzido e narrado por Bud Luckey.

## História
Em uma planície, vive um carneiro coberto de uma lã tão brilhante, o que faz sapatear de tanta alegria. Mas um dia ele perde seu lustroso "casaco" e, junto com isso, o seu orgulho. Apenas um sábio "Lebríope" - espécie de coelho com chifres - consegue mostrar para o carneirinho que, com ou sem a lã, é a essência interior que ajudará a resolver os problemas e a recuperar a alegria de viver.

## Elenco
- Narrador, Carneiro e Lebríope - Bud Luckey

## Premiações
| Oscar         | Foi indicado ao Oscar Melhor Curta Animado de 2004 |
| Annie Award   | Foi o vencedor do Annie Award                      |
| Grammy Award  | Nenhum                                             |
| Globo de Ouro | Nenhum                                             |
| Outros        | Foi o vencedor de dois prêmios.                    |